# 内黄县
内黄县位于中华人民共和国河南省北部，是安阳市下辖的一个县。面积1161平方公里，总人口約69万人，县人民政府驻城关镇。

## 行政区划
内黄县下辖12个镇、5个乡：
城关镇、东庄镇、井店镇、梁庄镇、后河镇、楚旺镇、田氏镇、二安镇、亳城镇、豆公镇、中召镇、六村镇、张龙乡、马上乡、高堤乡、宋村乡和石盘屯乡。

## 人口
根據第七次全國人口普查數據，截至2020年11月1日零時，內黃縣常住人口為682070人。

## 历史
战国属魏；秦属魏郡；汉高祖九年（前198年）始置县，因陈留郡有外黄县，所以称内黄县，又在县北分置繁阳县，并隶魏郡。
传说中的颛顼、帝喾，以及商朝太戊建都于此。
法家商鞅生于此地。

## 交通
- 230国道、 341国道过境。

## 特产
本地特产有红枣、尖椒、腐竹和木材。
中藥有名內黃者。